# Strada statale 70 della Consuma
Die Strada statale 70 (SS 70) ist eine italienische Staatsstraße, die 1928 zwischen der SS 69 bei Pontassieve und Bibbiena festgelegt wurde. Sie geht zurück auf ein Teilabschnitt der 1923 festgelegten Strada nazionale 60. Wegen ihrer Führung über den Passo della Consuma erhielt die SS 70 den namentlichen Titel "della Consuma". Ihre Länge betrug 39 Kilometer. 2001 wurde sie zur Regionalstraße abgestuft.